# Mannophryne caquetio
Mannophryne caquetio es una especie de anfibio anuro de la familia Aromobatidae.

## Distribución geográfica
Esta especie es endémica del estado de Falcón en Venezuela. Habita en el Municipio Federación a 800 m de altitud en la Sierra de Churuguara.

## Publicación original
- Mijares-Urrutia & Arends, 1999 : Un Nuevo Mannophryne (Anura: Dendrobatidae) del Estado Falcón, con Comentarios sobre la Conservación del Género en el Noroeste de Venezuela. Caribbean Journal of Science, vol. 35, n.º 3/4, p. 231-237[5]